# Вроцлав-Стадион
Вроцлав-Стадион (пол. Wrocław Stadion) — остановочный пункт в городе Вроцлав, в Нижнесилезском воеводстве Польши, построен в 2011 году. Имеет 2 платформы и 2 пути.